# Кволтру, Карла
Карла Кволтру (англ. Carla Qualtrough; род. 15 октября 1971, Калгари, Альберта) — канадский бывший паралимпийский пловец, политический и государственный деятель, член Либеральной партии Канады. Член Палаты общин с 2015 года. Министр спорта и физической активности (2023—2024). В прошлом — министр Канады по делам занятости, развития трудовых ресурсов и инклюзии лиц с ограниченными возможностями (2019—2023), министр общественных работ, закупки и доступной среды Канады (2018—2019), министр общественных работ и закупки Канады (2017—2018), министр спорта и лиц с ограниченными возможностями (2015—2017).

## Биография
Карла Кволтру родилась 15 октября 1971 года в Калгари в провинции Альберта, в семье Патрисии и Гарри Кволтру. Выросла в Лэнгли в провинции Британская Колумбия. С рождения Карла страдает нарушением зрения.
Карла изучала политологию в Университете Оттавы, а затем, в 1997 году, выучилась на юриста в Викторианском университете.
Кволтру участвовала в Паралимпийских играх и выиграла три бронзовых медали по плаванию на летних Паралимпийских играх 1988 и 1992 года. Также в активе Кволтру четыре медали чемпионата мира за сборную Канады.
После получения диплома юриста Кволтру вошла в руководство Паралимпийского комитета США. Также с 2006 до 2011 года занимала пост президента Паралимпийского комитета Канады. В это время она также руководила спортивными инициативами для 2010 года «Наследие сейчас» и возглавляла Центр разрешения спортивных споров Канады, что привело к её избранию в качестве одной из самых влиятельных женщин Канады в спорте 2009 года.
Как юрист Кволтру в первую очередь занималась вопросами прав человека. Она работала советником в Трибунале по правам человека Британской Колумбии и в Комиссии по правам человека Канады, а до своего избрания в Палату общин была заместителем председателя Апелляционного суда по компенсациям работникам Британской Колумбии. В знак признания её работы она была награждена в 2012 году Медалью Бриллиантового юбилея королевы Елизаветы II. Во время летних Паралимпийских игр 2012 года, она была юридическим директором Международного Паралимпийского комитета (IPC), а затем получила признание международного женского дня IPCS в 2016 году.
По результатам парламентских выборов 2015 года избрана членом Палаты общин от Либеральной партии Канады в округе Делта. Стала первой спортсменкой-паралимпийцем, избранной в парламент Канады. Переизбрана в 2019 и 2021 годах.
4 ноября 2015 года Карла Кволтру вошла в кабинет министров Джастина Трюдо как министр спорта и лиц с ограниченными возможностями Канады. 28 августа 2017 года в ходе перестановки в кабинете министров заняла должность министра общественных работ и закупки Канады. 18 июля 2018 года в ходе перестановки в кабинете министров заняла должность министра общественных работ, закупки и доступной среды Канады.
20 ноября 2019 года Кволтру стала министром по делам занятости, развития трудовых ресурсов и инклюзии лиц с ограниченными возможностями.
26 июля 2023 года в ходе серии кадровых перемещений в правительстве Трюдо назначена министром спорта и физической активности.

## Личная жизнь
У Карлы Кволтру и её мужа, бывшего генерального секретаря Международной федерации регби на колясках, Эрона Мэйна (Eron Main) четверо детей.